# Slavko Löwy
 Slavko Löwy  (Koprivnica, 7. kolovoza 1904. – Zagreb, 1. travnja 1996.), hrvatski arhitekt židovskog podrijetla.

## Životopis
Arhitekt Slavko Löwy rođen je 7. kolovoza 1904. godine u Koprivnici. U Koprivnici polazi gimnaziju, a 1923. godine,  nakon mature, upisuje u Beču Visoku tehničku školu. Nakon četiri odslušana semestra, 1925. godine nastavlja studirati u Zagrebu na Arhitektonskom odjelu Kraljevske tehničke visoke škole. No, 1927. nastavlja sa školovanjem u Drezdenu, gdje je i diplomirao 1930. godine. 
Iste godine Löwy odlazi u zagreb gdje se zapošljava u arhitektonskom atelijeru Ignjata Fischera. 1931. u suradnji s Vladom Antolićem radi natječajni projekt za Gradsku štedionicu u Sarajevu. Iste godine prelazi u arhitektonski atelijer Stanka Kliske.
1932. godine postaje ovlašteni arhitekt i osniva vlastiti biro „Löwy“. Iste godine izvodi svoju prvu samostalno izvedenu kuću u Petrićevoj 7, na prostoru nekadašnjeg zagrebačkog Zakladnog bloka. 1933. realizirao je svoje najznačajnije ostvarenje- deveterokatnicu u Masarykovoj ulici, koja će biti nazvana i „prvim zagrebačkim neboderom“.1934. godine arhitektonski biro počinje djelovati na posljednjem katu nebodera u Masarykovoj.
Od 1934. do 1941. godine Löwy u Zagrebu realizira čitav niz značajnih stambeno- poslovnih objekata koje pripadaju samom vrhu hrvatske moderne. 1942. godine rad njegova biroa je prekinut a većina projektne dokumentacije je uništena.
Nakon svršetka rata, 1945. godine radi na rekonstrukcijama robnih kuća „NAMA“ u Hrvatskoj, Sloveniji i Bosna i Bosni i Hercegovini. 1946. godine premješten je u Arhitektonski projektni zavod (APZ) gdje radi na tipovima „racionalnih stambenih zgrada“. 
Od 1950. do 1953. godine boravi kao stručni suradnik u Makedoniji, gdje radi u birou  „Projektant“ u Skoplju. Godine 1950. nagrađen je Republičkom nagradom Vlade NR Makedonije.
1953. godine vraća se u Zagreb, gdje obnavlja svoj „Arhitektonski biro Löwy“ u kome djeluje do mirovine 1966. godine. 1957. godine odlazi na tromjesečni rad u Rim u tvornicu sladoleda „Algida“ „kako bi zaradio za automobil“.
1962. godine „Arhitektonski biro Löwy“ spaja se s „Tehnoprojektom“. 1966. arhitekt Löwy odlazi u mirovinu. 1970. dodijeljena mu je nagrada „Viktor Kovačić“ za životno djelo. 1977. godine dodijeljena mu je i nagrada „Vladimir Nazor“ za životno djelo.
Arhitekt Slavko Löwy umire 1. travnja 1996. godine na 9. katu svoje zgrade u Masarykovoj 22.

## Ostvarenja

### Zagreb
- Stambeno poslovna zgrada Grünsberg, Petrićeva 7, 1932 – 1933.

- Stambeno poslovna zgrada Schlenger, Bogovićeva 4, 1932 – 1933.

- Kuća Hirschler, Gornje Prekrižje 2, 1932 – 1933.

- Kuća Nossan, Zvonimirova 23, 1932 – 1933.

- Stambeno poslovna zgrada Radovan, Masarykova 22, 1933. – 1934.

- Kuća Polak, Tuškanova 15, 1936. – 1937.

- Kuća Lebinec, Ribnjak 20, 1936. – 1937.

- Kuća Federbuš, Novakova 19, 1936. – 1937.

- Stambeno poslovna zgrada Schlenger, Boškovićeva 7b, 1936. – 1937.

- Kuća Wiener Bankverein, Bulićeva 4, 1936. – 1937.

- Stambeno poslovna zgrada Jadranskog osiguravajućeg društva, Draškovićeva 13, 1936. – 1937.

- Stambeno poslovna zgrada Radovan, Savska 8, 1937.

- Kuća Beck, Vinkovićeva 8, 1937.

- Kuća Prpić, Solovljeva 22, 1938.

- Kuća Löwy, Mandrovićeva 12, 1938. – 1939.

- Bukovačka 149, 1941.

- Kuća Pichler, Grškovićeva 7, 1941.

- Majstorska radionica Vanje Radauša, Zmajevac 8, 1949.

- Majstorska radionica Antuna Augustinčića, Jabukovac 10, 1949.

- Stambene zgrade tvornice „Rade Končar“ u Gajnicama, 1949.

- Stambene zgrade, Galjufova 4 – 12, 1949.

- Kuća Steiner, Grškovićeva 25, 1955.

- Studentski dom „Cvjetno naselje“, Odranska 8, 1955.

- Starački dom „Lavoslav Švarc“, Bukovačka 55, 1955. – 1956.

- Ekonomski institut, Kennedyjev trg 7, 1957. – 1963.

- Restaurant „Trnjanka“, Trnjanska cesta 31, 1959. – 1960.

- Studentski dom „Ante Starčević“, Zagrebačka avenija 2, 1961.

- Studentsko naselje Stjepan Radić, Jarunska cesta 2/ Horvoćanski zavoj/ Selska cesta, 1961.

### Hrvatska
- Uređenje židovskog groblja, Koprivnica, 1930.

- Spomenik palim Židovima u Prvom svjetskom ratu na koprivničkom groblju, Koprivnica, 1930.

- Grobnica obitelji Löwy, Koprivnica, 1930.

- Preoblikovanje sinagoge, Koprivnica, 1930.

- Upravna zgrada Elektroprimorja, Viktora Cara Emina 2, Rijeka, 1953. – 1955.

- Centralna trafostanica, Grohovčeva 2, Rijeka, 1960.

- Studentski dom, I. G. Kovačića 4, Osijek, 1962.

- Studentski dom Podmurvice, Čandekova 4, Rijeka, 1963.

- Izletište šumarskog gospodarstva „Crna Gora“, Koprivnica, 1970.

- Obiteljska kuća Švarc, Krešimirov trg 5, Koprivnica, 1973.

- Spomenik židovskim žrtvama Drugog svjetskog rata na Židovskom groblju u Koprivnici ( preinaka spomenika iz 1930.)

### Druge zemlje
- Gradsko kupalište, Skoplje, Makedonija, 1950. – 1951.

- Studentsko naselje, Skoplje, Makedonija, 1950. – 1951.

- Administrativni centar, Skoplje, Makedonija, 1952. – 1953.

- Dom invalida, Skoplje, Makedonija, 1953.

- Gradski hotel s urbanističkim rješenjem šetališta uz Vardar, Skoplje, Makedonija
- Robna kuća, Skoplje, Makedonija, 1957.

- Savezna građevinska komora, Beograd, Srbija, 1958. – 1965.

## Vanjske poveznice
- Löwy, Slavko Hrvatska tehnička enciklopedija, portal hrvatske tehničke baštine. LZMK